# Insertion loss
In elettronica e nelle telecomunicazioni, l'insertion loss (perdita di inserzione) è la perdita di potenza di un segnale dovuta all'inserimento di un dispositivo all'interno di una linea di trasmissione o in una fibra ottica ed è solitamente espressa in decibel (dB).
Se PT è la potenza trasmessa sul carico prima dell'attenuazione e PR è la potenza ricevuta dal carico dopo l'attenuazione, allora l'insertion loss in dB è data da,
{\displaystyle 10\log _{10}{P_{\mathrm {T} } \over P_{\mathrm {R} }}}

## Filtri Elettronici
L'insertion loss è una cifra di merito per un filtro e questa informazione è generalmente specificata con un filtro. L'insertion loss è definito come il rapporto tra il livello del segnale in un test di configurazione senza applicare il filtro (|V1|) e il livello di segnale con il filtro applicato (|V2|). Questo rapporto è descritto in dB dalla seguente equazione:
{\displaystyle {\mbox{Insertion loss (dB)}}=10\log _{10}{\left|V_{1}\right|^{2} \over \left|V_{2}\right|^{2}}=20\log _{10}{\left|V_{1}\right| \over \left|V_{2}\right|}}
È da notare che, per la maggior parte dei filtri, |V2| sarà minore di |V1|. In questo caso, l'insertion loss è positivo e misura di quanto si riduce il segnale dopo aver aggiunto il filtro.

## Legame con i parametri di scattering
Nel caso in cui le due porte di misurazione utilizzino la stessa impedenza di riferimento, l'insertion loss ({\displaystyle IL}) è definito come:
{\displaystyle IL=-20\log _{10}\left|S_{21}\right|\,{\text{dB}}}
e non, come spesso erroneamente indicato, da:
{\displaystyle IL=10\log _{10}{\frac {\left|S_{21}\right|^{2}}{1-\left|S_{11}\right|^{2}}}} dB.
È la perdita ulteriore di potenza prodotta dall'introduzione del DUT (device under test, "dispositivo sotto collaudo") fra i due piani delle misurazione. Da notare che l'ulteriore perdita può essere introdotta nel DUT da una perdita intrinseca e/o da un errato accoppiamento. In caso di perdita ulteriore l'insertion loss è impostata per essere positiva.
Per ulteriori dettagli, vedi l'articolo su Parametri di scattering.